# Vladimir Tadej
Vladimir Tadej (né le 9 mai 1925 à Novska, mort le 1er mars 2017 à Zagreb) est un chef décorateur, scénariste, réalisateur et costumier yougoslave puis croate.

## Biographie
Vladimir Tadej fait des études en architecture à l'université de Zagreb en 1945.
En 1947, il postule comme assistant à la scénographie et est impliqué dans cette fonction dans le premier film d'après-guerre de production croate Zivjet ce ovaj narod. À l'âge de 24 ans, il est devenu architecte en chef et conçoit les décors pour de nombreux films yougoslaves, notamment la grande production La Bataille de la Neretva. Tadej devient internationalement connu notamment à travers ses décors de plusieurs films de la série Winnetou des années 1960.
En outre, il est également réalisateur et costumier. En 1970, il met en scène le film pour enfants Druzba Pere Kvrzice basé sur le roman de Mato Lovrak, en 1975 Hitler iz naseg sokaka, qui raconte le sort des Volksdeutschen.
En tant qu'auteur, il écrit des livres pour la jeunesse et sur le tournages des films Winnetou.

## Filmographie sélective

### En tant que chef décorateur
- 1951 : Bakonja fra Brne
- 1963 : La Révolte des Indiens Apaches
- 1964 : Le Trésor des montagnes bleues
- 1964 : Parmi les vautours
- 1965 : Winnetou III
- 1965 : Old Surehand
- 1966 : Le Jour le plus long de Kansas City
- 1966 : Tonnerre sur la frontière
- 1968 : Le Trésor de la vallée de la mort
- 1968 : La Bataille de la Neretva (aussi costumes)
- 1969 : La Bataille du dernier pont
- 1971 : U gori raste zelen bor
- 1973 : La Cinquième offensive